# Horst Lampe
Horst Lampe (* 28. November 1936 in Neuruppin; † 2. September 2021 in Potsdam) war ein deutscher Schauspieler und Synchronsprecher.

## Leben und Wirken
Nach dem Abitur jobbte er im DEFA-Spielfilmstudio und studierte von 1956 bis 1959 an der Deutschen Hochschule für Filmkunst im Potsdamer Stadtteil Babelsberg. Bühnenengagements führten ihn nach Meiningen und Halle. Nach ein paar Produktionen in den 1960er- und 1970er-Jahren widmete er sich verstärkt der Synchronisation. Ab 1986 war er freischaffend tätig.
Als Synchronsprecher lieh er neben vielen Rollen in Spielfilmen wie beispielsweise Silver City oder Corpse Bride – Hochzeit mit einer Leiche verschiedenen Figuren in Hörspielen seine Stimme.
Zu seinen bekanntesten Synchronrollen zählt die des von Robbie Coltrane gespielten Dr. Johnson in der Serie Black Adder oder die des von Bruce Dern gespielten Frank Harlow in der Reihe Big Love. Am 2. September 2021 starb Horst Lampe in Potsdam im Alter von 84 Jahren.

## Sprechrollen (Auswahl)

### Filme
- 1984: Oliver Reed als Vito Cipriani in Die perfekte Erpressung
- 1993: Frank McGurgan als alter Sergeant in Gettysburg
- 1995: Ian McNeice als Stanley in Funny Bones – Tödliche Scherze
- 1997: Douglas Wiles als Admiral in Im Fahrwasser des Todes
- 1998: Rob Reiner als Izzy in Mit aller Macht
- 1998: Harry Shearer als Punch-It in Small Soldiers
- 1999: Charles Laughton als Mann in Bar von Carlotta in Tote tragen keine Karos
- 1999: Oliver Ford Davies als Gouverneur Sio Bibble in Star Wars: Episode I – Die dunkle Bedrohung
- 2002: Oliver Ford Davies als Gouverneur Sio Bibble in Star Wars: Episode II – Angriff der Klonkrieger
- 2004: Ralph Waite als Casey in Silver City
- 2005: Paul Whitehouse als Mayhew in Corpse Bride – Hochzeit mit einer Leiche
- 2006: James Cosmo als Finlay in Half Light
- 2006: David Sterne als Schiffskoch in Pirates of the Caribbean – Fluch der Karibik 2
- 2007: Barry Corbin als Ellis in No Country for Old Men
- 2008: Stanley Townsend als Tramp in Happy-Go-Lucky
- 2011: Frank Welker als Soundwave in Transformers – Die Rache
- 2013: Jay Brazeau als Großvater in Verflixt! – Murphys Gesetz
- 2017: Richard Herd als Großvater Armitage in Get Out
- 2021: Mugihito als Lorenz Keel in Evangelion: 1.11 – You Are (Not) Alone. (2. Synchronfassung)

### Serien
- 1993: Robbie Coltrane als Dr. Samuel Johnson in Blackadder
- 1994: Bronislav Poloczek als Dur in Die Rückkehr der Märchenbraut
- 2000–2001: Quigley in Simsalabim Sabrina (Zeichentrickserie)
- 2000–2003: Pops in Johnny Bravo (Zeichentrickserie)
- 2002: Imperator Dornkirk in The Vision of Escaflowne (Anime-Fernsehserie)
- 2004: Lorenz Kiel in Neon Genesis Evangelion (1. Synchro, Anime-Fernsehserie)
- 2005–2007: John Beasley als Irv Harper in Everwood
- 2007: Ken Davitian als Jake Rose in Ghost Whisperer – Stimmen aus dem Jenseits
- 2008: Ratchet in Transformers: Animated (Zeichentrickserie)
- 2009–2012: Bruce Dern als Frank Harlow in Big Love
- 2019: Lorenz Kiel in Neon Genesis Evangelion (2. Synchro für Netflix, Anime-Fernsehserie)

## Filmografie
- 1959: Erich Kubak (Regie: Johannes Arpe)
- 1959: Weißes Blut (Regie: Gottfried Kolditz)
- 1960: Das Leben beginnt (Regie: Heiner Carow)
- 1961: Das Märchenschloß (Regie: Herrmann Zschoche)
- 1969: Drei von der K: Ginseng, Gold und Rattengift (Regie: Christian Steinke)
- 1970: Aus unserer Zeit (Episode 2)
- 1971: Der Sonne Glut (Regie: Roland Oehme, Christian Steinke)
- 1972: Die Aula (Regie: Horst Sauer)
- 1977: Scherz, Satire, Ironie und tiefere Bedeutung (Theateraufzeichnung)
- 1978: Geschichten aus dem Wiener Wald (Theateraufzeichnung)
- 1981: Kippenberg (Fernsehfilm)
- 1981: Bau’n se billig, Schinkel oder Der Bau des neuen Schauspielhauses zu Berlin (Regie: Johanna Clas)
- 1988: Manöver (Regie: Helma Sanders-Brahms)

## Hörspiele
- Elea Eluanda: Uhu Uhuvitch
- Bibi und Tina: Trödel-Hannes
- Die schwarze Perle: Sadik
- 1987: Hans Bräunlich: Befehl vor Dienstantritt (Bürgermeister) – Regie: Fritz Göhler (Hörspiel – Rundfunk der DDR)
- 1987: Michail Bulgakow: Die letzten Tage (Dr. Dal) – Regie: Ingeborg Medschinski (Hörspiel – Rundfunk der DDR)
- 1989: Franz Graf von Pocci: Die Zaubergeige – Regie: Norbert Speer (Kinderhörspiel – Rundfunk der DDR)
- 1994: Horst Bosetzky: Volles Risiko – Regie: Albrecht Surkau (Kriminalhörspiel – DLR)
- 2005: Star Wars – Die dunkle Bedrohung: Episode I: Original-Hörspiel zum Film, UNIVERSAL MUSIC, ISBN 978-3-89945-931-9
- 2006: Star Wars – 6-CD Hörspielbox: Episoden I-VI, Box-Set, Label: Folgenreich (Universal)